# Tollkraut
Die Gattung Tollkraut (Scopolia) gehört zur Familie der Nachtschattengewächse (Solanaceae). Alle Pflanzenteile, besonders die Wurzel sind giftig, sie enthalten das Alkaloid Hyoscyamin. Der Gattungsname ehrt den italienischen Arzt, Chemiker und Botaniker Giovanni  Antonio Scopoli (1723–1788).

## Beschreibung
Arten der Gattung Tollkraut (Scopolia) bilden 20 bis 80 cm hohe, krautige Pflanzen, die einem fleischigen, stämmigen und horizontal verlaufenden Rhizom entspringen. Die Laubblätter sind 8 bis 20 cm lang, umgekehrt eiförmig oder langgestreckt, zu den 5 bis 15 mm langen Blattstielen stark verjüngt.
Die Blüten stehen einzeln in den Sproßachseln, nickend an 1,5 bis 4 cm langen Blütenstielen. Der glockenförmige Kelch ist 7 bis 11 mm lang und damit 1/2 bis 1/3 so lang wie die Kronröhre. Am Kelch sitzen fünf Kelchzähne, die etwa 2/3 so lang wie der Kelch sind und eine dreieckige oder langgestreckte Form besitzen. Die Krone ist glockenförmig bis röhrenförmig-glockenförmig, zwischen (17) 21 und 24 (30) mm lang und für gewöhnlich im Inneren gelblich bis grünlich-gelb und außen rötlich-violett oder bräunlich-violett gefärbt. Die Krone besitzt fünf schwach ausgeprägte Kronlappen, die sehr kurz und breit sind. Die nicht über die Krone hinausragenden Staubblätter sind untereinander leicht unterschiedlich lang, die Staubfäden sind an der Basis behaart und am äußeren Rand der Kronenbasis befestigt. Die Staubbeutel sind an der Basis an den Staubfäden befestigt, (2,5) 2,9 bis 3,8 (4,0) mm lang und 1/4 so lang wie die Staubfäden. Die Pollenkörner sind mit einem Durchmesser von 43 bis 49 µm mittelgroß, das Exine (Pollenkornoberfläche) ist schuppig. Die Blüte besitzt ringförmig angeordnete Nektarien, die Narbe ist eingedrückt.

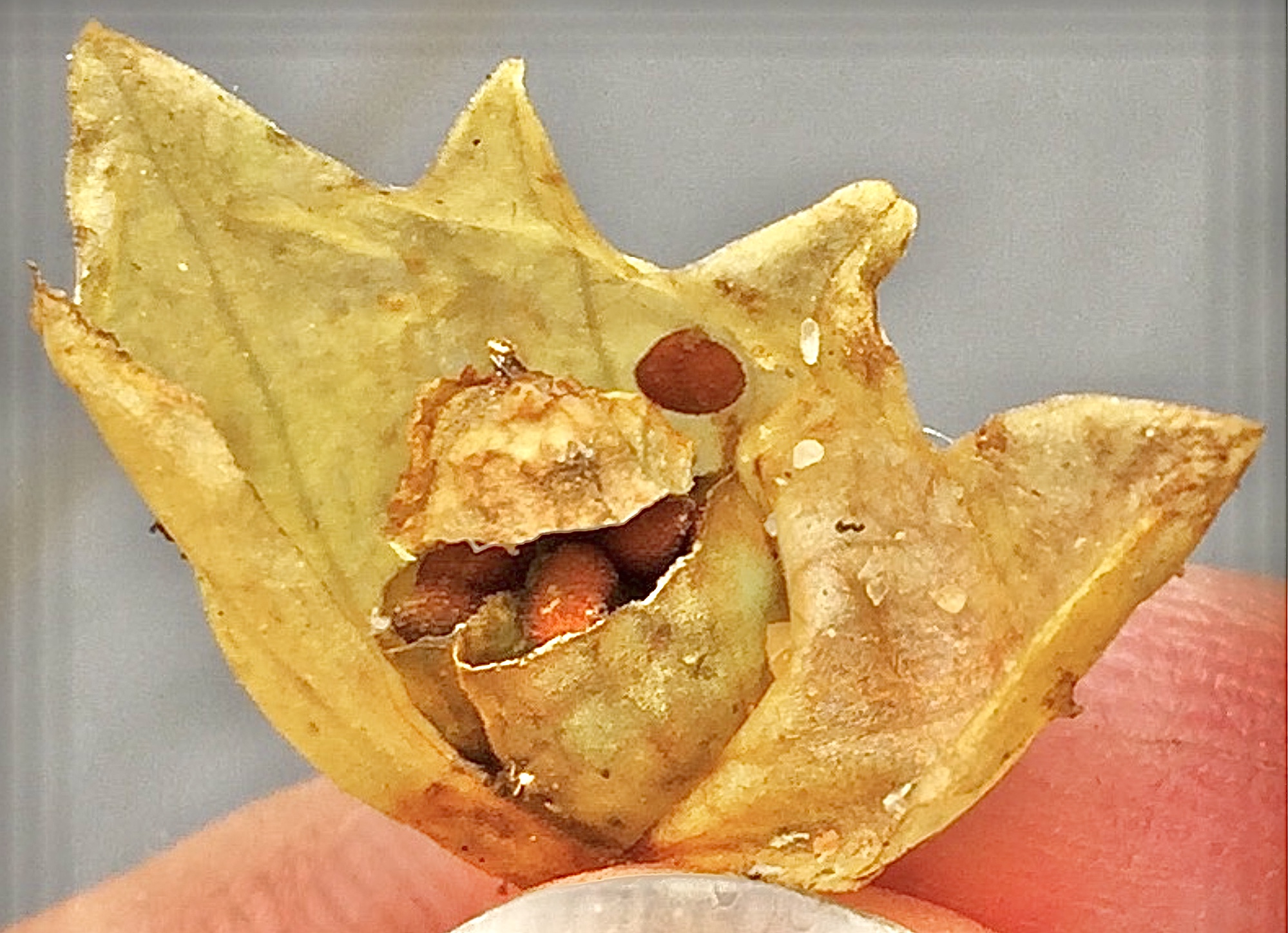
Frucht von S. carniolica. Der Kelch ist geöffnet, um dehiszente Pyxidien mit reifen Samen freizulegen.

Die Früchte sind Pyxidien, eine Sonderform trockener Kapselfrüchte. Ihr Durchmesser beträgt 9 bis 10 mm, eng umhüllt von einem mit 1,2 bis 2,4 cm Länge leicht vergrößerten Kelch. Die Samen sind (2) 2,6 bis 3 (4) cm lang, das Episperm ist kleingrubig, das Endosperm ist reichlich ausgeprägt.

## Systematik
Es werden zwei Arten unterschieden:
- Krainer Tollkraut (Scopolia carniolica Jacq.): Sie kommt in Mittel-, in Ost-, in Südosteuropa und im Kaukasusraum vor.[2]
- Scopolia japonica Maxim.: Sie kommt in Japan und in Korea vor.[2]

Andere Arten, die der Gattung manchmal zugeordnet wurden, werden als Synonyme zu diesen zwei Arten angesehen oder anderen Gattungen zugeordnet.
Innerhalb der Systematik der Nachtschattengewächse wird die Gattung in die Tribus Hyoscyameae eingeordnet.

## Verbreitung
Beide Arten besitzen disjunkte Verbreitungsgebiete. Das Krainer Tollkraut (Scopolia carniolica) kommt in Europa, hauptsächlich in Mittel- und Südosteuropa vor, das Verbreitungsgebiet reicht bis hin zum nördlichen Italien und zur Ukraine. Scopolia japonica ist in Ostasien, vor allem in Japan und Korea zu finden. Beide Arten kommen in Höhen bis zu 1700 Metern vor.